# Jour du Souvenir
Pour l’article homonyme, voir Jour du Souvenir de Mullivaikkal.
Le jour du Souvenir (en anglais : Remembrance Day, Veterans Day ou Poppy Day ; en néerlandais : Dodenherdenkingsdag), aussi connu comme jour de l'Armistice, est une journée de commémoration annuelle observée en Europe et dans les pays du Commonwealth pour commémorer les sacrifices de la Première Guerre mondiale ainsi que d'autres guerres. Cette journée a lieu le 11 novembre pour rappeler la signature de l'Armistice de 1918 mettant fin à la Première Guerre mondiale. 
En parallèle, fut instauré aux États-Unis le Veterans Day, qui est également célébré le 11 novembre.
Au Canada, en France et en Belgique, le jour est férié.
En France, cette journée est appelée « Jour anniversaire de l'armistice de 1918 et de commémoration annuelle de la Victoire et de la Paix » . Depuis 2012, le 11 novembre est également célébré en tant que « Journée d'hommage à tous les morts pour la France ».
En Allemagne, le Volkstrauertag commémore « les morts de la guerre et les victimes de la tyrannie de toutes les nations ».

## Commémorations

### En France

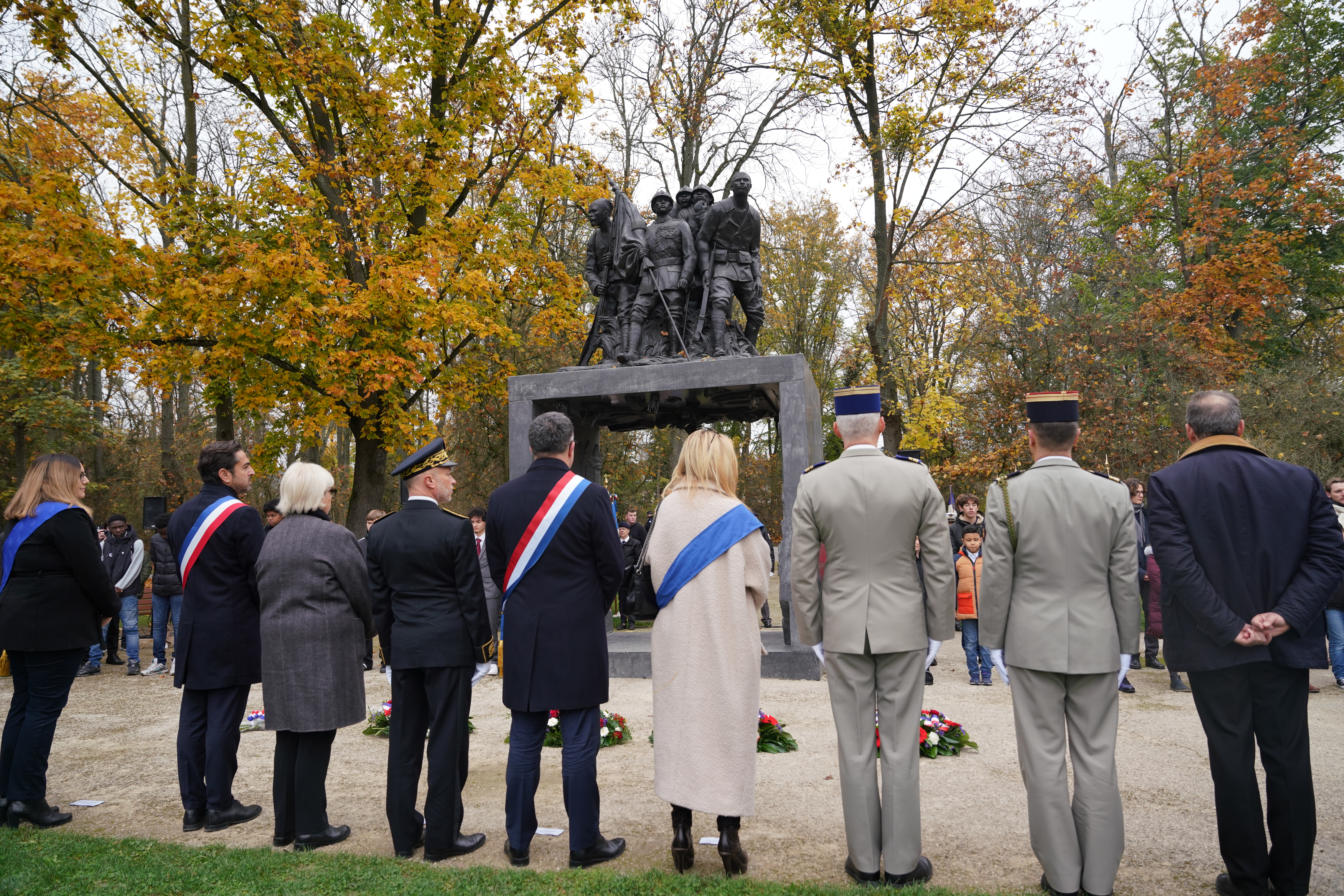
En 2024 devant le Monument aux héros de l'Armée noire à Reims.

En règle générale, la cérémonie commémorative officielle se déroule devant le monument aux morts de la commune. Un défilé emmène les autorités, les anciens combattants, les unités d'exécution (piquet d'honneur, compagnie des sapeurs pompier) et la population (les « cercles de deuil » selon l'expression forgée par Stéphane Audoin-Rouzeau et Annette Becker) autour du monument. La cérémonie peut inclure la levée des couleurs (hissage du drapeau tricolore en haut du mât), une remise de décorations, des allocutions, l’exécution de chants ou de musique, l'hommage aux morts (dépôt de gerbes, sonnerie aux morts, minute de silence, hymne national).
La cérémonie s'inscrit dans la spatialité et la temporalité. En France, il est traditionnellement respecté deux minutes de silence à 11 h, le 11e jour du 11e mois : c'est à ce moment que l'armistice a été rendu effectif. 
Le 11 novembre est férié. Cette fête a été instaurée par la loi du 24 octobre 1922. C'est également une journée d'hommage à tous les morts pour la France depuis la loi du 28 février 2012.
Même si les commémorations du 8 mai et du 11 novembre trouvent encore un grand écho dans la mémoire collective, une certaine  désaffection est à remarquer pour ces cérémonies par la population française marquée par une différence de perception du rapport à la guerre (elle apparaît aujourd'hui comme lointaine et peu probable) et une « inflation commémorative » (Pierre Nora parle de « boulimie », d'« obsession commémorative » dans la postface de ses Lieux de mémoire), les lois et journées mémorielles illustrant une fragmentation et une dilution des représentations identitaires.

### En Belgique
Le jour est férié en Belgique en tant que jour de l'armistice.

### Au Royaume-Uni

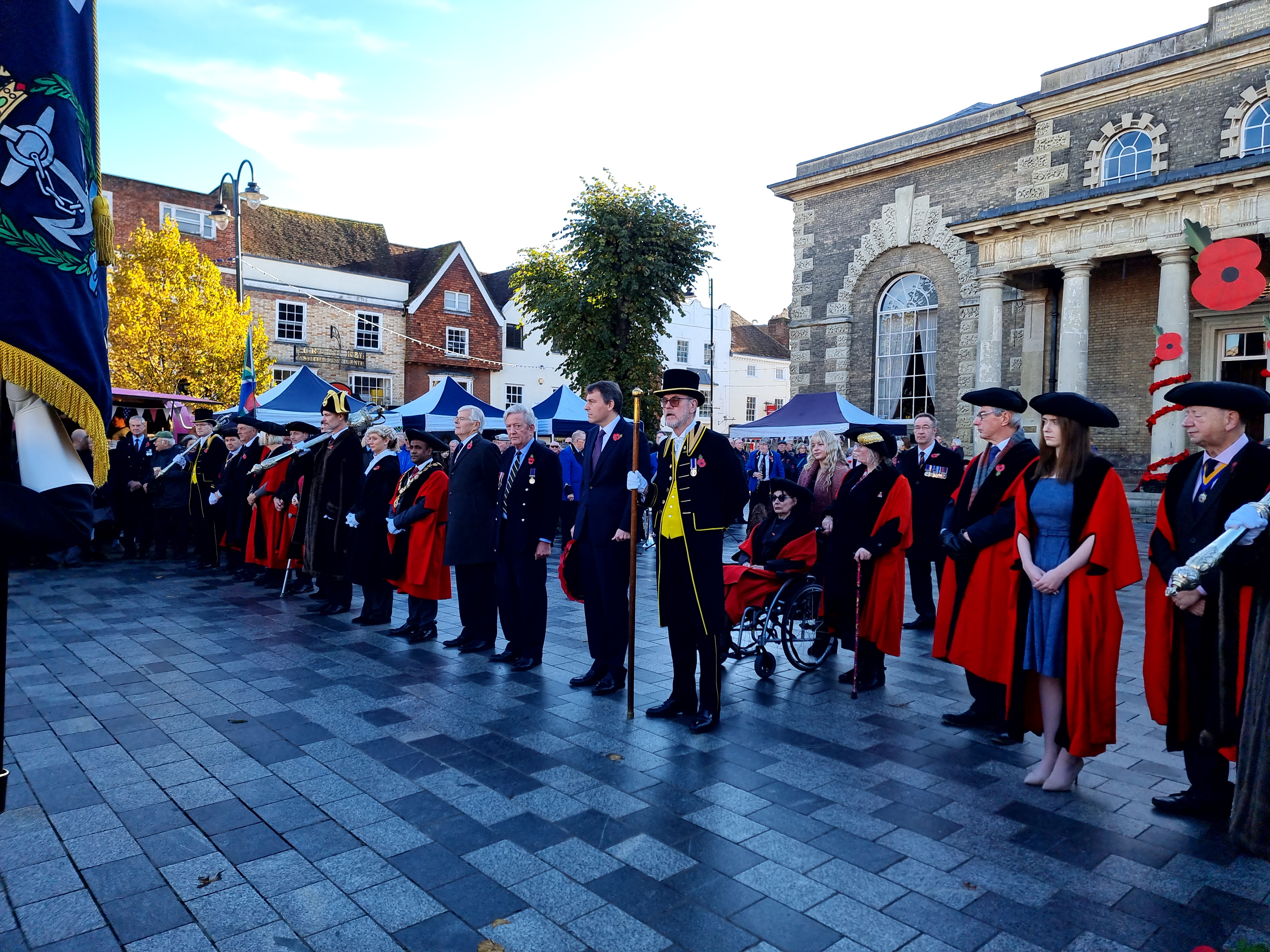
En 2023 à Salisbury.

Au Royaume-Uni, le 11 novembre n'est pas férié mais la minute de silence est tout de même respectée, sauf qu'elle dure deux minutes. Les deux minutes sont aussi observées lors du Remembrance Sunday, soit le dimanche le plus proche au 11 novembre, ou à la date dite s'il est dimanche.

### Au Canada

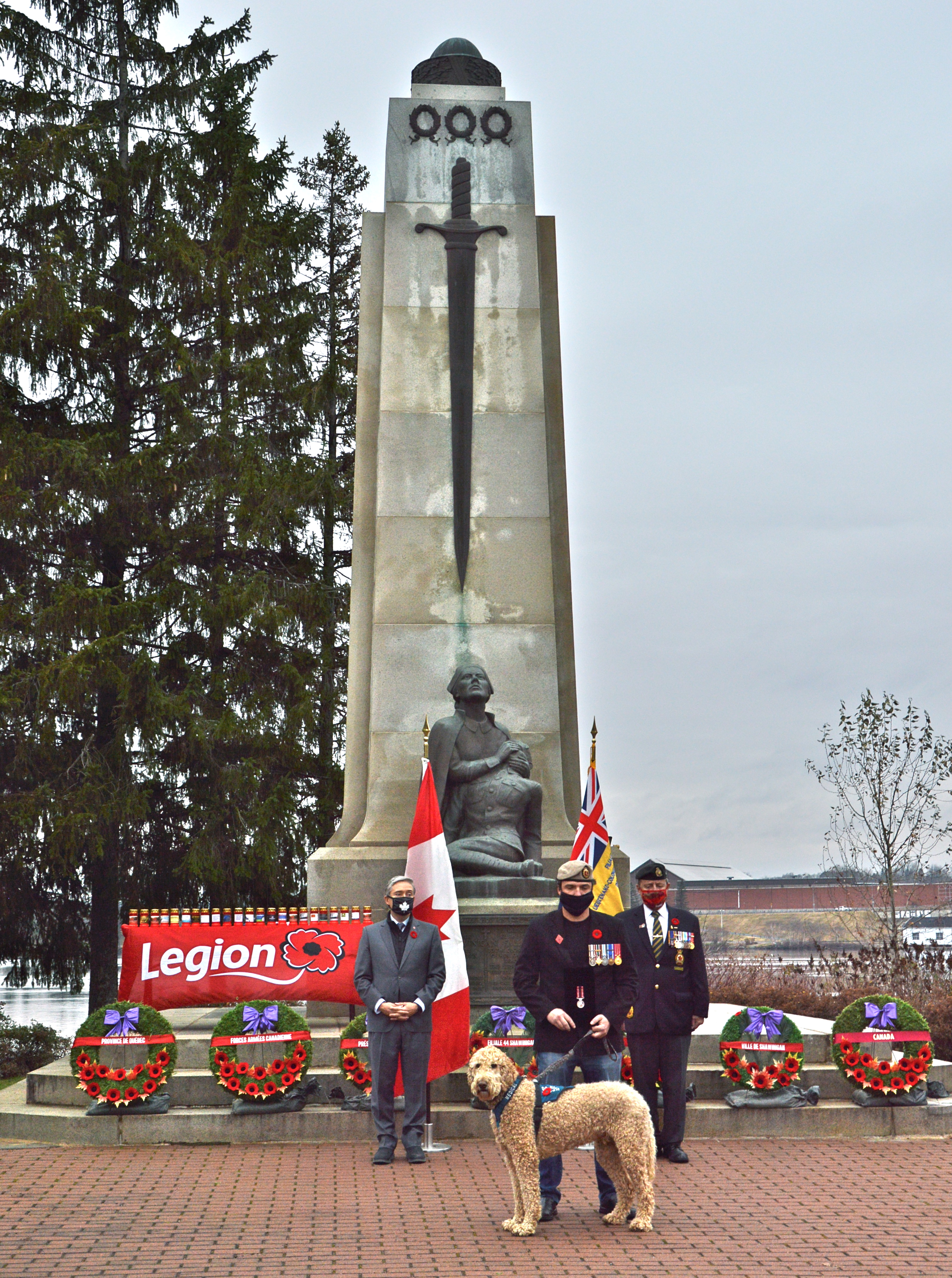
En 2020 à Shawinigan.

Le jour du Souvenir au Canada est le 11 novembre. C'est un jour férié pour les employés fédéraux et dans six des dix provinces et dans les trois territoires, mais il y a des cérémonies partout au pays. En cette journée, la rue Saint Jacques de Montréal avec l'ensemble des bureaux est fermé.

## Fleurs symboles

### Le coquelicot

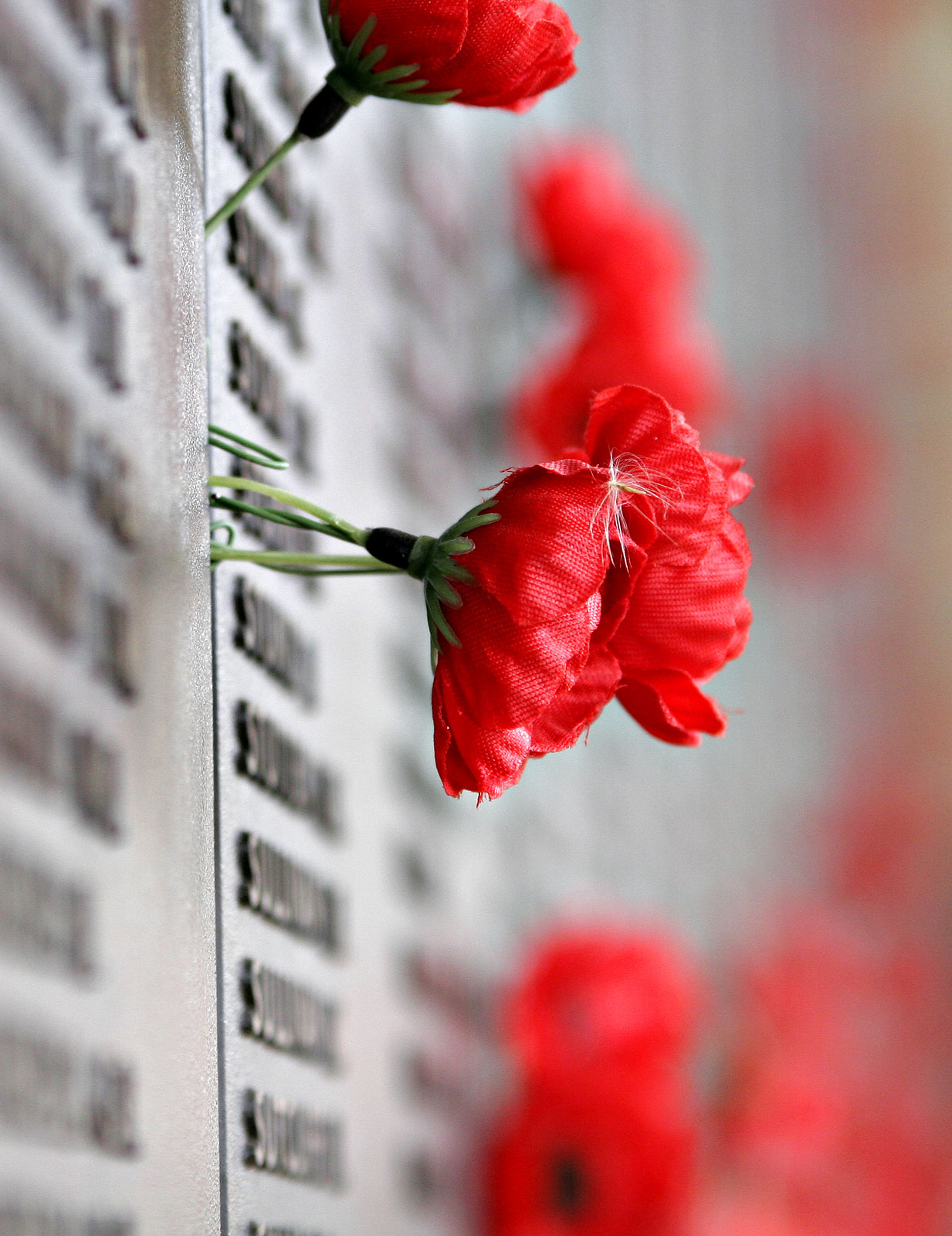
Coquelicot à lAustralian War Memorial (à Canberra).

Dans les pays du Commonwealth, le coquelicot est un symbole à la mémoire de ceux qui sont morts à la guerre. Le jour du Souvenir y est l'occasion de ventes de coquelicots en papier au bénéfice des anciens combattants.
Avant la Première Guerre mondiale, peu de coquelicots poussaient en Flandre. Durant les terribles bombardements de cette guerre, les terrains crayeux devinrent riches en poussières de chaux favorisant ainsi la venue des coquelicots. La terre remuée par les combats a aussi pu favoriser la pousse de coquelicots. En effet, sur des terrains remués, comme les champs et les bords de route et de chemins, les saignées d’autoroute, les chantiers, le coquelicot pousse facilement. Mais lorsque la guerre fut terminée, la chaux fut rapidement absorbée et les coquelicots disparurent de nouveau.
Le lieutenant-colonel John McCrae, médecin militaire canadien, établit le rapport entre le coquelicot et les champs de bataille et écrivit son célèbre poème In Flanders Fields (Au champ d'honneur). Le coquelicot devint rapidement le symbole des soldats morts au combat.
La première personne à l'utiliser de cette façon fut Mme Michael, membre du personnel de l'American Overseas YMCA. Au cours de la dernière année de la guerre, Mme Michael lut le poème de John McCrae et en fut si touchée qu'elle composa également un poème en guise de réponse. Comme elle le précisa plus tard : « Dans un moment fort de résolution, j'ai pris l'engagement de garder la foi et de toujours porter un coquelicot rouge des champs de Flandre comme symbole du Souvenir afin de servir d'emblème et de garder la foi avec toutes les personnes décédées[réf. nécessaire]. »
Le coquelicot est aussi un symbole important pour le jour du Souvenir au Canada.

### Le bleuet

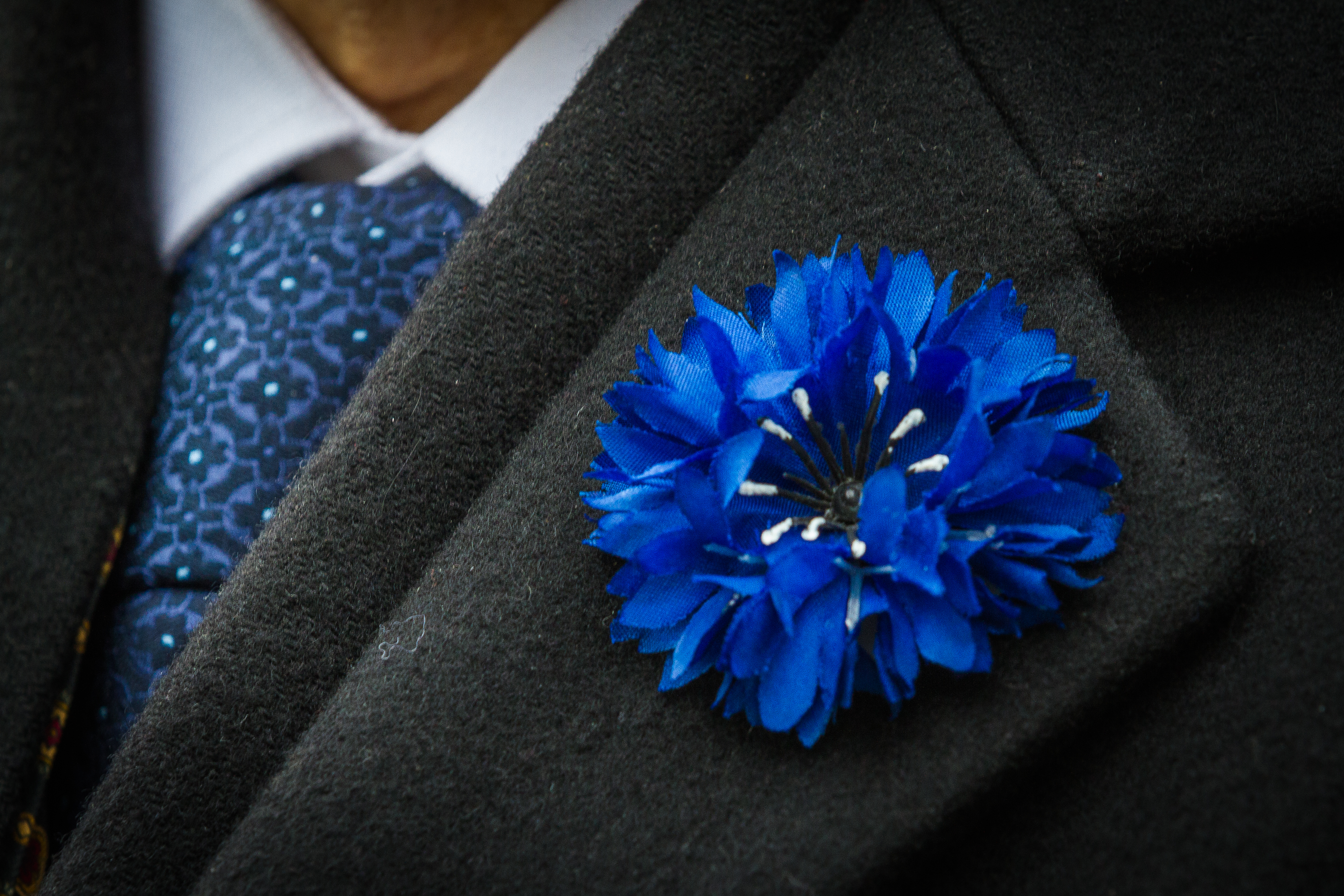
Bleuet de France, novembre 2013.

En France, le bleuet, également présent sur les champs de bataille et dont la couleur rappelle les uniformes des Poilus, représente traditionnellement le sacrifice des soldats lors du premier conflit mondial. Le Bleuet de France symbolique est de moins en moins présent depuis les années 1960. 
Pour la première fois depuis 1922, le 11 novembre 2012 ne marque plus solennellement la seule célébration de la fin de la Première Guerre mondiale mais devient une journée d’hommage à tous les morts pour la France. À cette occasion, un groupe d’officiers de l’École de guerre et du cours supérieur d’état-major (CSEM) décide de relancer la collecte en faveur du Bleuet de France. Le chef d’état-major des armées, l'amiral Édouard Guillaud, a encouragé, dans un message à l’ensemble des unités, tous les militaires à porter le Bleuet de France sur leur tenue y compris durant les heures de service et ceci jusqu’au 11 novembre .

### Le chrysanthème
Georges Clemenceau, lors du premier anniversaire de l'armistice le 11 novembre 1919, aurait appelé les Français à fleurir les tombes des soldats tombés au front. On a alors choisi le chrysanthème d'automne pour fleurir les tombes des soldats car il fleurit tard dans l’année et peut résister au gel. Cette tradition se répand en France comme en Belgique mais, à mesure du temps, l’arrivée des chrysanthèmes dans les cimetières glisse du 11 novembre à la fête des morts du 2 novembre.